# Relics
Relics je druhé výběrové album anglické skupiny Pink Floyd. Bylo vydáno v květnu 1971 (viz 1971 v hudbě) a v britském žebříčku prodejnosti hudebních alb se umístilo nejlépe na 32. místě.
Album Relics je tvořeno skladbami Pink Floyd z druhé poloviny 60. let. Až do vydání boxsetu Shine On s bonusovým CD The Early Singles v roce 1992 to bylo nejdostupnější LP s prvním singly skupiny, písněmi „Arnold Layne“ a „See Emily Play“, které na běžném studiovém albu nikdy nevyšly. Na Relics se nachází i tři skladby z B stran dalších singlů, po dvou skladbách z alb The Piper at the Gates of Dawn a Soundtrack from the Film More a jedna píseň z desky A Saucerful of Secrets. Zcela novou skladbou je „Biding My Time“, která pochází z koncertů turné The Man and the Journey, jež skupina odehrála během roku 1969. Tato píseň, která byla poprvé oficiálně vydána právě na albu Relics, byla na živých vystoupeních nazvána „Afternoon“.
Na CD vyšlo album Relics poprvé v roce 1988 (jenom v Austrálii), v digitálně remasterované podobě celosvětově v roce 1996.

## Seznam skladeb
| Pořadí         | Název                         | Autor                          | Původní album                                | Délka |
| -------------- | ----------------------------- | ------------------------------ | -------------------------------------------- | ----- |
| 1.             | Arnold Layne                  | Barrett                        | singl (1967)                                 | 2:56  |
| 2.             | Interstellar Overdrive        | Barrett, Waters, Wright, Mason | The Piper at the Gates of Dawn (1967)        | 9:43  |
| 3.             | See Emily Play                | Barrett                        | singl (1967)                                 | 2:53  |
| 4.             | Remember a Day                | Wright                         | A Saucerful of Secrets (1968)                | 4:29  |
| 5.             | Paintbox                      | Wright                         | B strana singlu „Apples and Oranges“ (1967)  | 3:33  |
| 6.             | Julia Dream                   | Waters                         | B strana singlu „It Would Be So Nice“ (1968) | 2:37  |
| 7.             | Careful with That Axe, Eugene | Waters, Wright, Gilmour, Mason | B strana singlu „Point Me at the Sky“ (1968) | 5:45  |
| 8.             | Cirrus Minor                  | Waters                         | Soundtrack from the Film More (1969)         | 5:18  |
| 9.             | The Nile Song                 | Waters                         | Soundtrack from the Film More (1969)         | 3:25  |
| 10.            | Biding My Time                | Waters                         | —                                            | 5:18  |
| 11.            | Bike                          | Barrett                        | The Piper at the Gates of Dawn (1967)        | 3:21  |
| Celková délka: | Celková délka:                | Celková délka:                 | Celková délka:                               | 49:38 |